# Ngagchang Künga Rinchen
Ngagchang Künga Rinchen (Tibetaans: སྔགས་འཆང་ཀུན་དགའ་རིན་ཆེན) (1517-1584) was van 1534 tot 1584 de drieëntwintigste sakya trizin, de hoogste geestelijk leider van de sakyatraditie in het Tibetaans boeddhisme.